# Картмазовы
Картмазовы — русский дворянский род.
Происходит от новгородского боярина Тимофея Ивановича Картмазова, подписавшего трактат с Ливонским орденом (1522). Род Картмазовых внесён в VI часть родословной книги Новгородской губернии.
Фамилии Картмазовых Иван Третьяков сын Картмазов в 7157 (1649) году написан в числе дворян и детей боярских, верстанных поместным окладом. По мнению Н. А. Баскакова, в основе фамилии Картмазов лежит тюркское слово Картмаз «нестареющий».